# Wandertheater in der Schweiz
Wandertheater der Schweiz (auch: Theater-, Wander-, Schauspieler-, Komödianten-, -Bande, -Truppe, -Gesellschaft) ist eine Theatergruppe ohne festes Haus, mit wechselnden Spielorten.

## Das Wandertheater und seine Geschichte
Vor der Zeit der Eidgenossenschaft wurde das Wandertheater als Gegenstück zu den Hoftheatern der Fürsten herausgebildet und unterhielt das Volk mit als „Haupt- und Staatsaktionen“ titulierten Possen, die Parodien oder Travestien von höfischen Tragödien oder Opern waren. Mit dem Aufkommen der ersten Nationaltheater mit festen Schauspielerensembles im 18. Jahrhundert verlor diese Form des Volkstheaters allmählich an Bedeutung. Eine weitere Blütezeit erlebte das Wandertheater durch seine Vielfältigkeit. Im 21. Jahrhundert umfasst das Wandertheater auch das Zirkuswesen und viele weitere kleinere Theater.

## Die rechtlichen Grundlagen
Wandertheater werden in der Schweiz durch die Definition "Theatergruppe ohne festes Haus, mit wechselnden Spielorten" geschützt und unterliegen speziellen Gesetzen. Dadurch wird in der Schweiz das Zirkusunternehmen von der Schwerverkehrsabgabe LSVA befreit. Da jedoch die Definition viel Spielraum offen lässt, gehören nun sehr viele Formen des Zirkuswesens und des Theaters dem "Wandertheater" bei.

## Die politische Diskussion
Den Politikern in der Schweiz werden diese Ausnahmen nun zu bunt und so soll das Wandertheater „Das Zelt“ plötzlich nicht mehr von den LSVA befreit sein und zahlen, seine Existenz ist gefährdet. Der Behördenentscheid stösst weitherum auf Unverständnis.

## Beispiele eines Wandertheaters
- Zirkus Knie
- Das Zelt